# Basilobelba parmata
Basilobelba parmata är en kvalsterart som beskrevs av Okayama 1980. Basilobelba parmata ingår i släktet Basilobelba och familjen Basilobelbidae. Inga underarter finns listade.